# Batrachuperus tibetanus
Batrachuperus tibetanus é uma espécie de anfíbio caudado pertencente à família Hynobiidae. Endêmico da China.